# Actinopus caxiuana
Espèce
Actinopus caxiuana est une espèce d'araignées mygalomorphes de la famille des Actinopodidae.

## Distribution
Cette espèce est endémique du Brésil,. Elle se rencontre au Pará et au Tocantins.

## Description
Le mâle holotype mesure 15 mm.

## Étymologie
Son nom d'espèce lui a été donné en référence au lieu de sa découverte, Caxiuanã.

## Publication originale
- Miglio, Pérez-Miles & Bonaldo, 2020 : « Taxonomic revision of the spider genus Actinopus Perty, 1833 (Araneae, Mygalomorphae, Actinopodidae). » Megataxa, vol. 2, no 1, p. 1-256.